# Sin ti (telenovela)
Sin ti es una telenovela mexicana producida por Angelli Nesma para la cadena de televisión Televisa. Fue transmitida por El Canal de las Estrellas entre los años 1997 y 1998.
Fue protagonizada por Gabriela Rivero y René Strickler, con las participaciones antagónicas de Adamari López y Roberto Vander. Es versión de la telenovela Verónica producida también por Televisa en el año 1980.

## Argumento
Sagrario Molina es una profesora de Biología en una escuela privada para señoritas y en su tiempo libre asiste como voluntaria en un albergue de niños con cáncer. Con ella vive su hermana viuda, Leonor, y sus dos sobrinos, Pablo y Lupita. 
En el colegio conoce a Luis David Luján, un periodista que empieza a dar clases de Literatura en el colegio. El amor empieza a surgir entre Sagrario y Luis David, que se ven obligados a casarse para evitar un escándalo que podría arruinar la carrera de Luis David, ya que Maria Elena Ysaguirre, una alumna caprichosa e indomable de muy buena posición económica se ha obsesionado profundamente con el profesor. Maria Elena finalmente consigue que la pareja se separe, ya que hace que sean descubiertos besándose, de modo que Sagrario y Luis David se divorcian. 
Poco después, Sagrario comienza a ser cortejada por Guillermo Ysaguirre, el padre de Maria Elena. Aunque no siente más que un aprecio amistoso por él, Sagrario decide casarse con él, pues Leonor fallece repentinamente y Sagrario tiene que cuidar de los dos niños. Sin embargo, Sagrario se encuentra en una situación muy incómoda cuando Guillermo la lleva a su casa, pues Maria Elena y Luis David están viviendo juntos allí. Consciente de que su verdadero amor es Sagrario, Luis David se siente traicionado cuando descubre que ella está embarazada, sin sospechar que el padre de la hija de Sagrario es él mismo.

## Elenco
- Gabriela Rivero - Sagrario Molina
- René Strickler - Luis David Luján
- Adamari López - María Elena Ysaguirre
- Roberto Vander - Guillermo Ysaguirre
- Irán Eory - Mercedes Heredia
- Saby Kamalich - Dolores Vda. de Luján
- Raúl Magaña - Mauricio
- Gabriela Goldsmith - Prudencia
- Francesca Guillén - Sandra
- Germán Gutiérrez - César
- Renée Varsi - Abril
- Diana Golden - Elena de Ysaguirre
- Lourdes Reyes - Ángeles Rubio-Castillo
- Isabel Andrade - Crescencia
- Vanessa Angers - Leonor Molina
- Rosita Bouchot - Irene
- Consuelo Duval - Gloria
- Rebeca Mankita - Katy
- Marina Marín - Lía
- Carlos Bracho - Félix Guzmán
- Evangelina Martínez - Gertrudis
- Justo Martínez González - Dr. Juárez
- Servando Manzetti - Nicolás Rubio-Castillo
- Mercedes Molto - Brenda
- Carlos Monden - Profesor Prado
- Polly - Aurelia
- Adriana Rojo - Profesora Rojo
- Myrrah Saavedra - Evelia
- Ariadne Welter - Tomasa
- Fernando Sáenz - Mateo
- Luis Caballero - Omar
- Sergio Sánchez - Amadeo
- Yadira Santana - Angustias Durán de Rubio-Castillo
- Ricardo Vera - Lic. Gómez
- Liza Willert - Profesora Torres
- Luis Maya - Pablito
- Montserrat de León - Lupita
- Priscilla Greco - Ana
- Marco Antonio Calvillo - Baltazar
- Gustavo Rojo - Don Nicolás "Nico" Rubio-Castillo
- Julio Mannino - Beto
- Héctor Sánchez - Eduardo
- Bertha del Castillo - Dra. Zepeda
- Rodolfo Lago - Obregón
- Renata Flores
- Salvador Sánchez
- Teresa Tuccio
- Jeanette Candiani
- Abraham Ramos
- Grettell Valdez
- Jorge Cáceres

## Equipo de producción
- Historia original: Inés Rodena
- Versión libre para televisión: Gabriela Ortigoza
- Edición literaria: Esther Alicia Cabrera, Ricardo Fiallega
- Coordinador literario: Juan Carlos Tejeda
- Tema: Vuelve
- Letra y música: Franco de Vita
- Arreglos musicales: Robi Rosa, K. C. Porter
- Intérprete: Ricky Martin
- Director de arte: Juan José Urbini
- Escenografía y ambientación: María Teresa Ortiz, Manuel Domínguez
- Diseño de vestuario: Gabriela Castellanos, Claudia López
- Caracterización: Lupelena Goyeneche
- Coordinación musical: Luis Alberto Diazayas
- Editores: Marco Rodríguez, Alfredo Juárez
- Jefes de producción: Adrián Bastida, Olga Rodríguez
- Jefe de reparto: Rosa María Maya
- Gerente de producción: Silvia Cano
- Coordinación de producción: Ignacio Alarcón
- Directores de cámaras: Gilberto Macín, Alberto Rodríguez, Roberto Zamora Soldevilla
- Directores de escena: Luis Eduardo Reyes, Marta Luna
- Productora asociada: María de Jesús Arellano
- Productora: Angelli Nesma Medina

## Premios y nominaciones
Latin Billboard Music Awards
| Año  | Reconocimiento                   | Nominado     | Resultado |
| 1999 | Álbum Del Año "Vuelve"           | Ricky Martin | Ganador   |
| 1999 | Hot Latin Track del Año "Vuelve" | Ricky Martin | Ganador   |

Grammys
| Año  | Reconocimiento                     | Nominado     | Resultado |
| 1999 | Mejor álbum de Pop Latino "Vuelve" | Ricky Martin | Ganador   |

Ritmo Latino Music Awards
| Año  | Reconocimiento         | Nominado     | Resultado |
| 1999 | Álbum del año "Vuelve" | Ricky Martin | Ganador   |

## Otras versiones
Sin ti es versión de la telenovela "Verónica" producida por Valentín Pimstein en 1980, protagonizada por Julissa y Ricardo Blume con las actuaciones antagónicas de Christian Bach y Aldo Monti, la cual está basada en la radionovela de Inés Rodena "Muchachas de hoy", otras versiones que se han realizado de esta historia han sido:
- Primera parte de Raquel .... Venezuela (1973) con Doris Wells y Raúl Amundaray.
- Primera parte de Abigaíl ... Venezuela (1988) con Catherine Fulop y Fernando Carrillo.
- Luisa Fernanda.... Venezuela (1998) con Scarlet Ortiz y Guillermo Pérez.